# フランソワ＝ジョゼフ・エイム
フランソワ＝ジョゼフ・エイム（François-Joseph Heim、1787年12月16日 - 1865年9月29日）はフランスの画家である。

## 略歴
テリトワール・ド・ベルフォール県のベルフォールに生まれた。父親はベルフォールの学校で絵を教えていたが、家族とストラスブールに移り、ストラスブールの学校で絵画の賞を得た。1803年にパリに出て、フランソワ＝アンドレ・ヴァンサンの工房で修業を始めた。当時、ヴァンサンの工房にはジャン・アローやフランソワ＝エドゥアール・ピコ、オラース・ヴェルネといった画家が学んでいた。
イタリア留学の奨学金が得られるローマ賞に1806年に応募し2位となり、1807年に1位となった。1808年にイタリアに留学し、在ローマ・フランス・アカデミーでギヨーム・ギヨン＝ルティエールのもとで学び、ミケランジェロの作品を模写して修行した。ローマからパリに送った作品は高い評価を得た。
パリに帰国した後、1812年に出展した作品は展覧会で金賞を得た。フランス復古王政の時代に入り多くの作品をサロンに出展し、ルーブル宮殿の装飾画も描いた。
1829年にジャン＝バプティスト・ルニョーの後を継いで、芸術アカデミーの会員に選ばれた。1831年にエコール・デ・ボザールの教授に任じられた。

## 作品

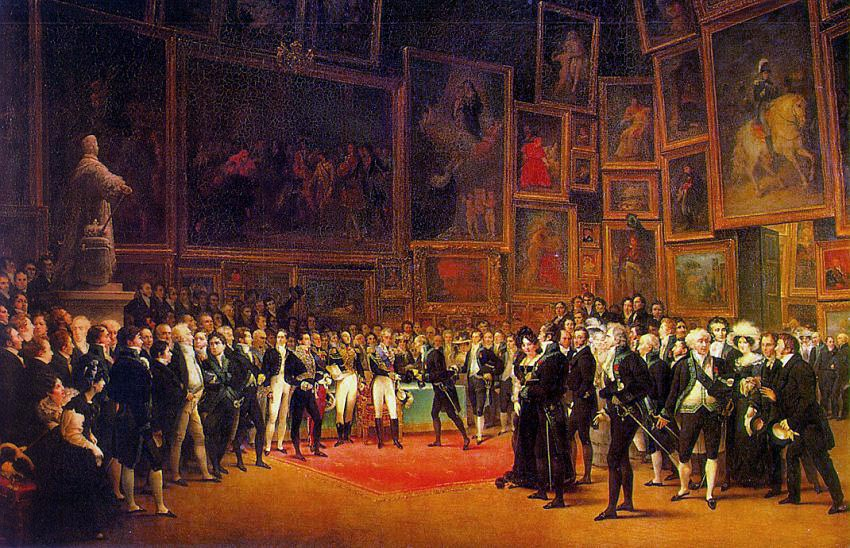
「1824年のサロンで賞を授与するシャルル10世」(1825)
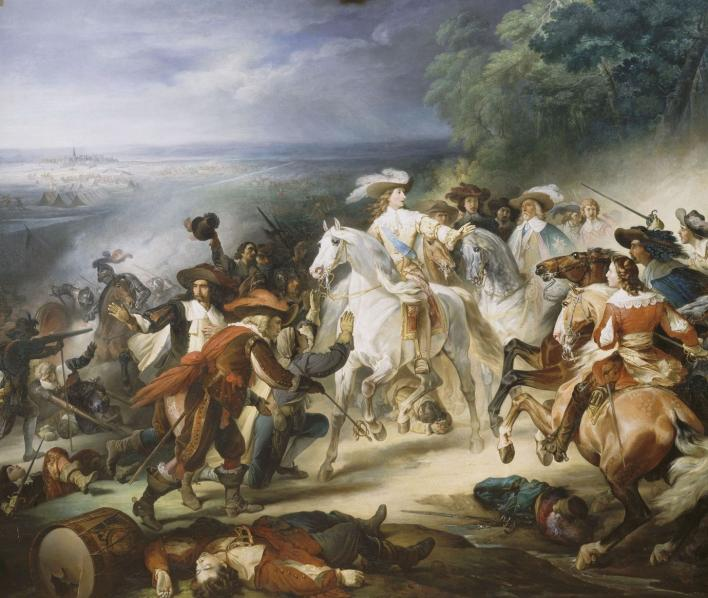
ロクロワの戦い (1834)
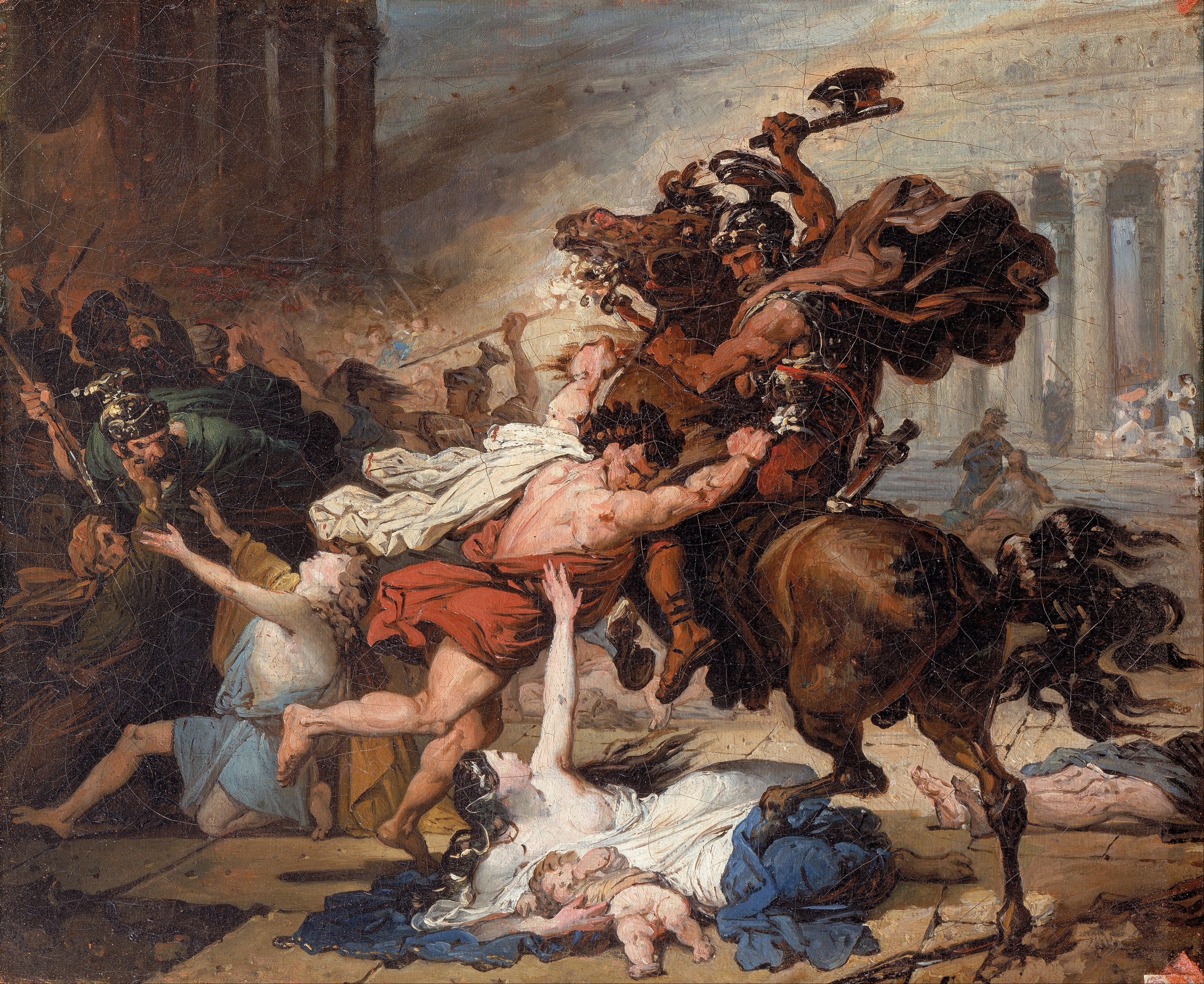
「ローマ人によるエルサレム破壊」のための習作(1824)
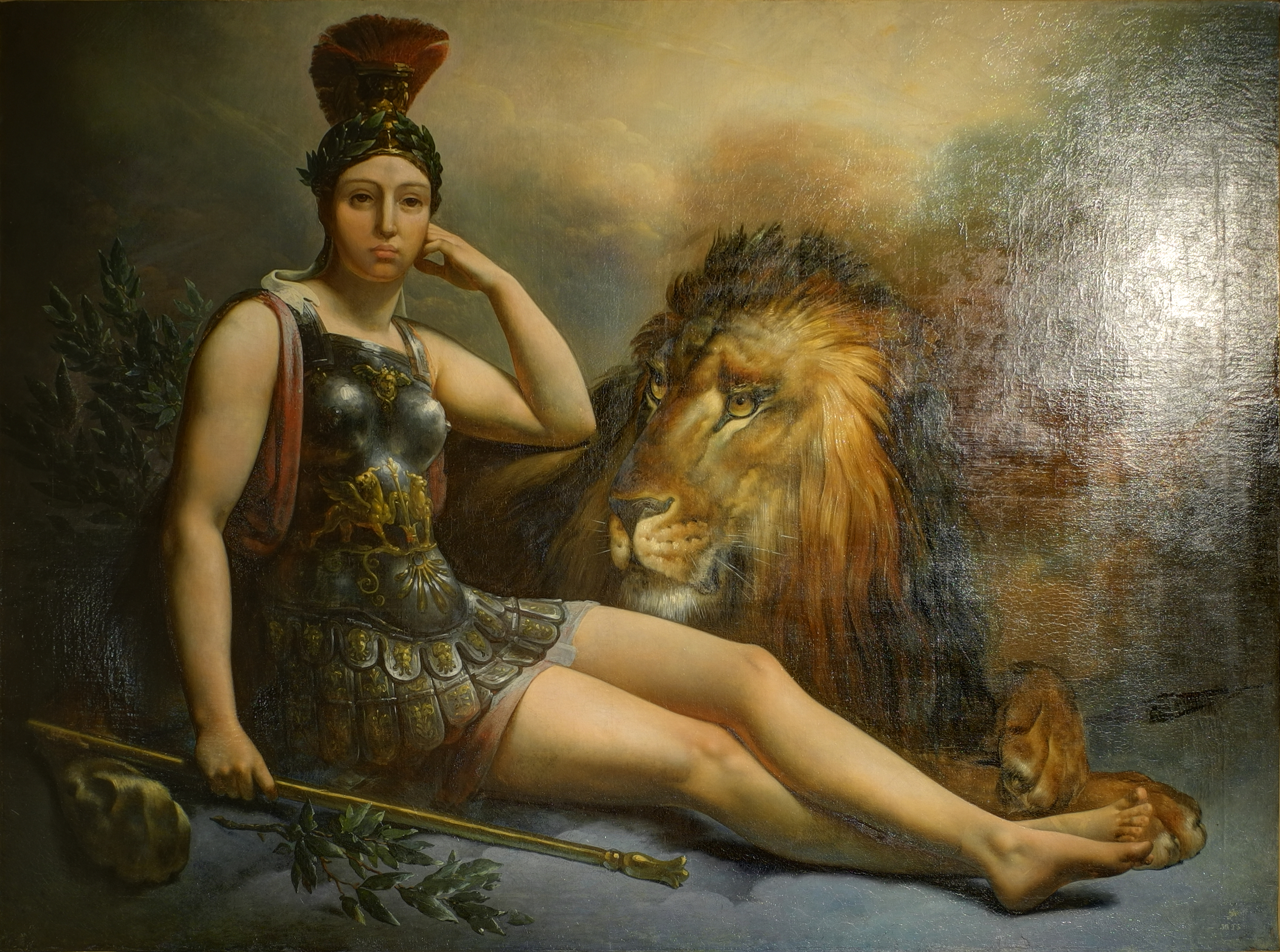
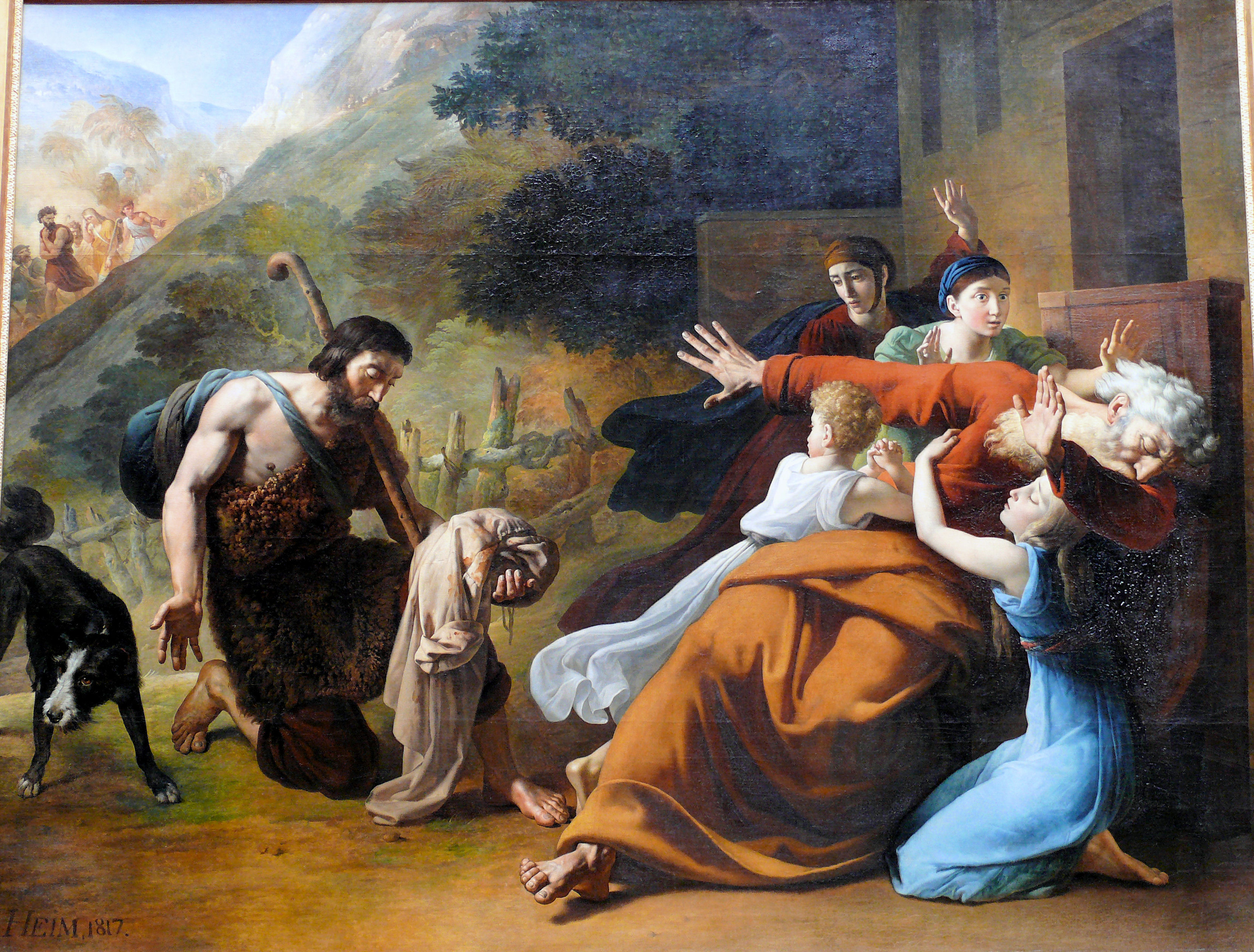
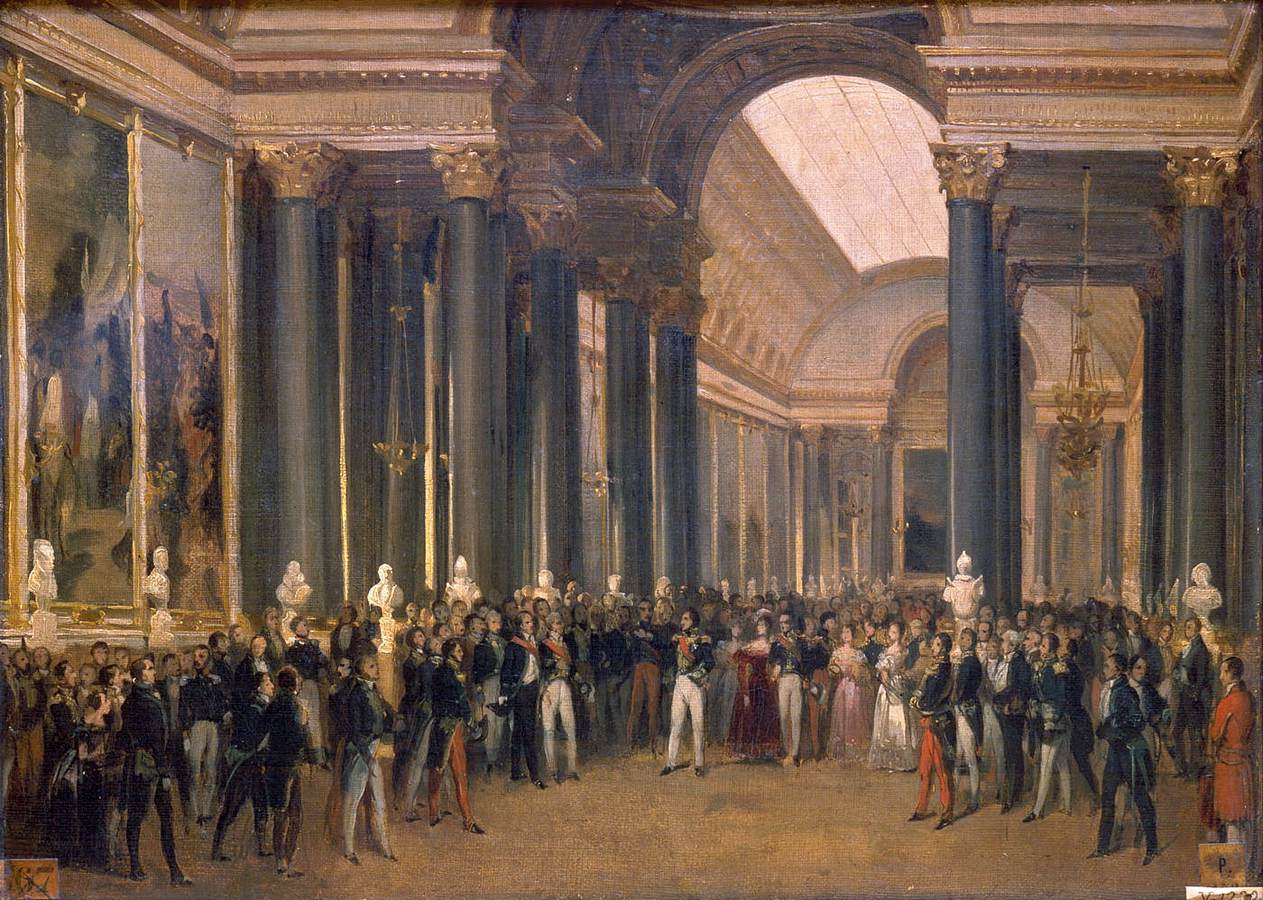
ベルサイユ宮殿の戦闘の回廊の開場に臨席するルイ・フィリップ